# Marl (Basse-Saxe)
Ne doit pas être confondu avec Marl.
Marl est une commune allemande de l'arrondissement de Diepholz, dans le land de Basse-Saxe.
En 2013, sa population était de 700 habitants.

## Source, notes et références
- (de) Cet article est partiellement ou en totalité issu de l’article de Wikipédia en allemand intitulé « Marl (Dümmer) » (voir la liste des auteurs).